# HALO Trust

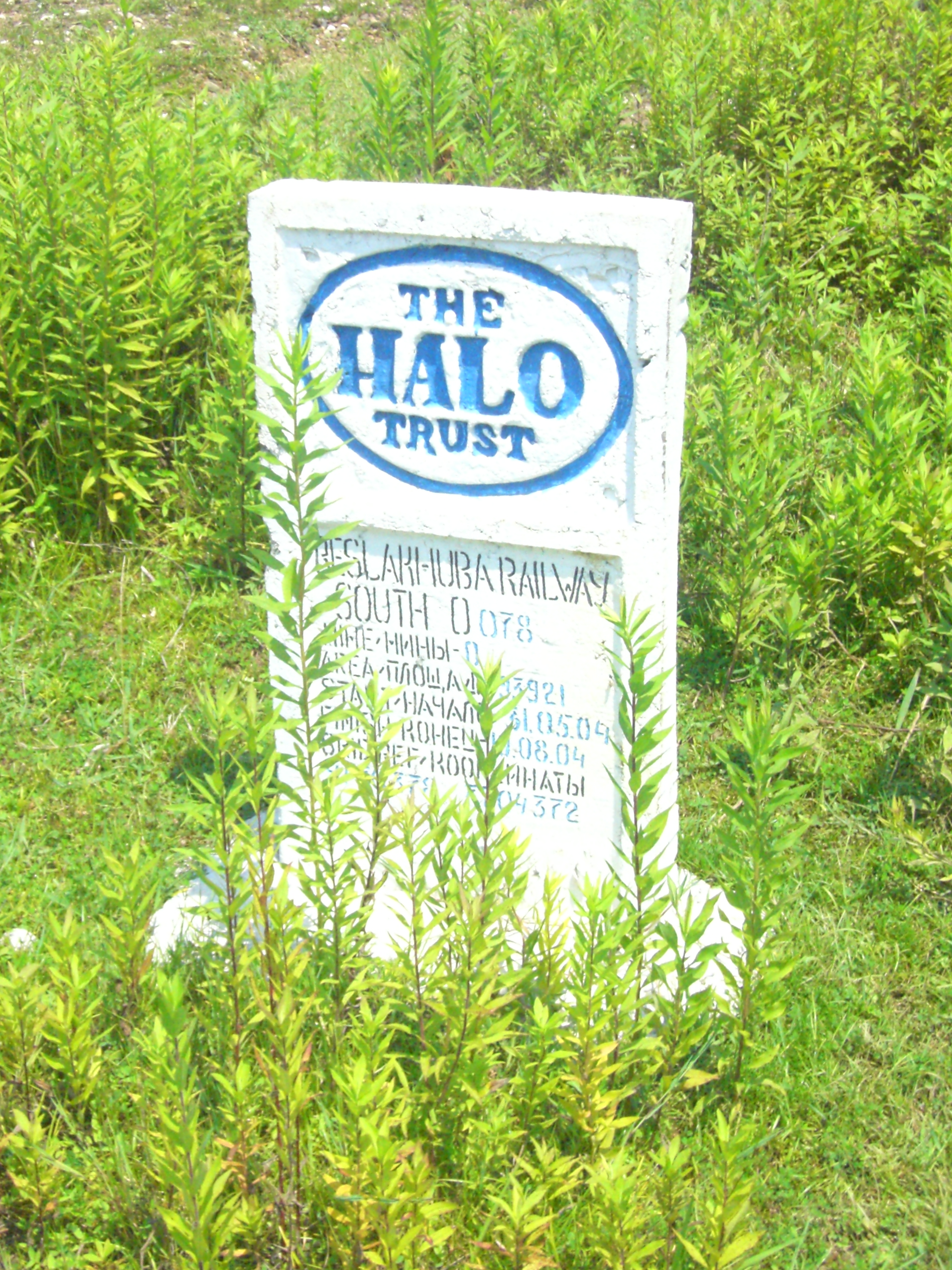
Камень установлен HALO Trust после проверки территории (Очамчира, Абхазия)

HALO Trust — британская благотворительная и американская некоммерческая организация, занимающаяся обезвреживанием наземных мин и неразорвавшихся боеприпасов, которые могут представлять опасность для гражданских лиц. HALO является аббревиатурой от Hazardous Area Life-Support organization (Организация жизнеобеспечения в опасных зонах).
Организация была основана членом британского парламента и бывшим полковником британской армии Колином Кэмпбеллом Митчеллом в 1988 году. Диана, принцесса Уэльская, в январе 1997 года, работала с HALO Trust в своей глобальной кампании за прекращение производства противопехотных мин.

 
Штат HALO Trust насчитывает более 7000 сапёров. Её сотрудники работали в Нагорном Карабахе, Камбодже, Мозамбике, Сомали, Шри-Ланке, Эритрее, Абхазии, Чечне, Косово, Анголе и Афганистане.

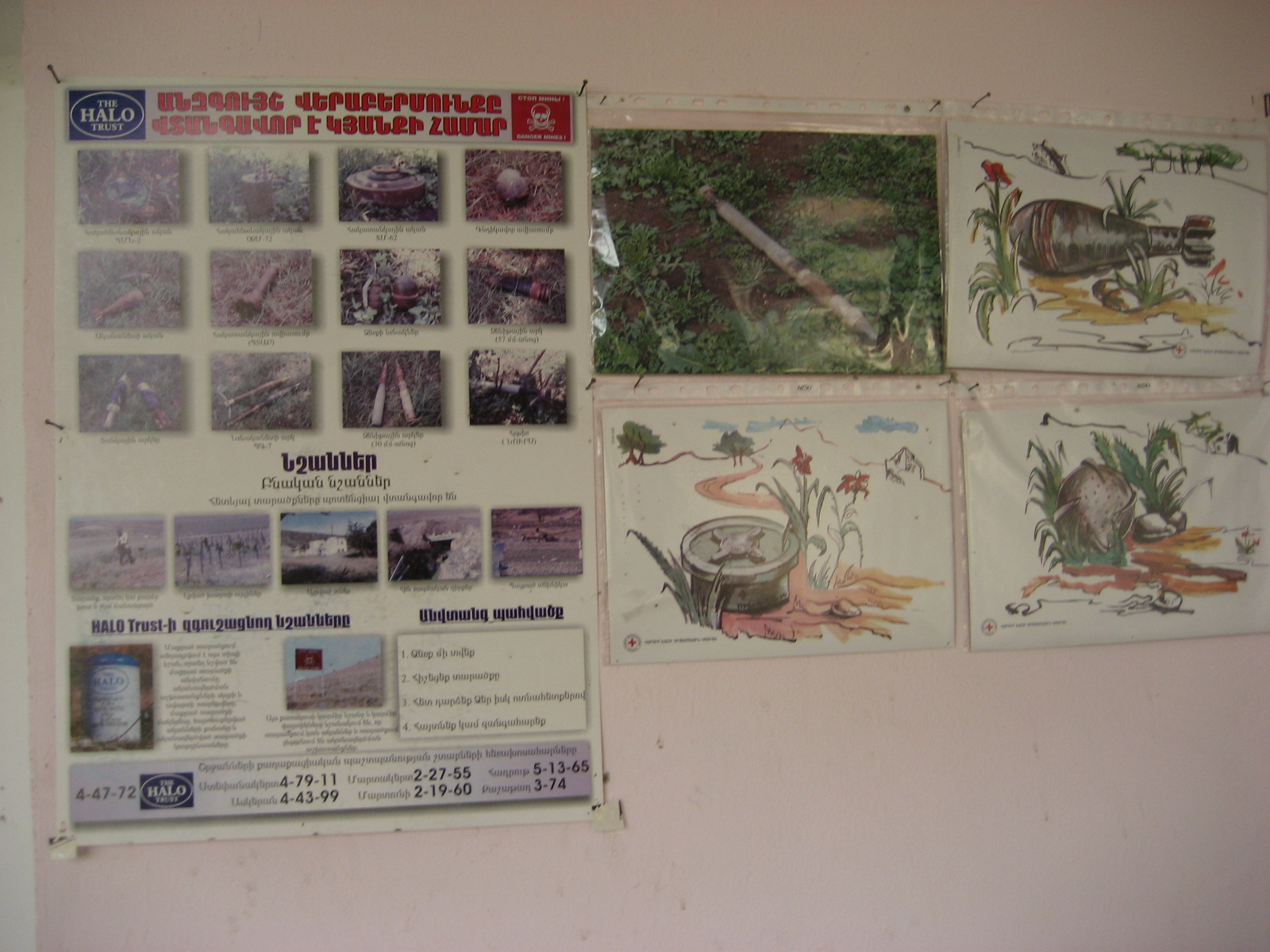
Плакат в школе Нагорного Карабаха: детей обучают обнаруживать мины и неразорвавшиеся боеприпасы

В Анголе в 2003—2010 годах обезврежено 29762 мины и 6459 неразорвавшихся снарядов.
В Мозамбике в 1994—2011 годах обезврежено более 100000 мин и 22000 неразорвавшихся снарядов.
В Абхазии в 1997—2011 годах разминировано 336 минных полей, обезврежено 9788 мин и 48998 неразорвавшихся снарядов.
На Украине на подконтрольных правительству территориях Донецкой и Луганской областей работы ведутся с 2015 года. Выполняемая деятельность: разведка опасных территорий, очистка опасных территорий, противоминное обучение, оценка социально-экономической угрозы влияния мин и взрывоопасных предметов на мирное население.

## Награды
В 2001 году организация стала лауреатом премии имени Льва Копелева.